# Rhoetosaurus
Rhoetosaurus (лат., буквально — ящер Рета — персонажа греческой мифологии) — род динозавров из группы Eusauropoda, известный по находке юрского возраста (байосский век) из штата Квинсленд (Австралия).
Длину животного оценивают в 15 метров, а массу — в 9 тонн.

## История изучения
Впервые кости Rhoetosaurus были найдены в 1923 году на юге Квинсленда, в 60 километрах на северо-северо-восток от города Рома. Это были грудные и хвостовые позвонки и фрагменты таза. В 1926 году их описал директор Квинслендского музея Альберт Гебер Лонгман. Он отметил, что в породах на месте находки могут оставаться и другие кости, и в 1975—1976 годах группа исследователей из Квинслендского музея и Квинслендского университета предприняла дополнительные раскопки, в ходе которых удалось найти бо́льшую часть костей правой ноги. С 1980-х годов в этом месте работали палеонтологи из ряда организаций, обнаружившие, в частности, рёбра и шейные позвонки. Вероятно, все найденные там кости принадлежат к одному скелету (но типовым материалом вида считается только ряд костей, описанный первым — в 1926 году — и известный под обозначением QM F1695). В таком случае это (по состоянию на 2012 год) самый полный известный скелет динозавра Австралии домелового времени.
По состоянию на 2012 год обнаружены не менее 40 позвонков (в том числе 2 тела шейных позвонков, по крайней мере 5 грудных позвонков и непрерывный ряд из 22 хвостовых позвонков), 5 частично сохранившихся грудных рёбер, часть крестца, фрагменты подвздошных костей, седалищная кость, обе лобковых кости, почти полный скелет правой задней ноги (бедренная (частично), большеберцовая, малоберцовая кости и кости стопы), а также множество костных фрагментов; часть материала ещё неотпрепарирована.